# Cheick Konaté
Cheick Oumar Konaté, né le 2 avril 2004 à Bamako au Mali, est un footballeur malien qui évolue au poste de défenseur central au Clermont Foot 63.

## Biographie

### En club
Né à Bamako au Mali, Cheick Oumar Konaté est formé par le club local du Guidars FC avant de rejoindre le Clermont Foot 63. Il signe son premier contrat professionnel avec le club le 13 octobre 2022,.
Konaté fait sa première apparition en professionnel le 19 février 2023, lors d'un match de championnat face au Stade rennais FC. Il est titularisé et son équipe s'incline par deux buts à zéro,. Arrière droit de formation, Konaté commence sa carrière professionnelle en tant que défenseur centrale au sein de l'équipe clermontoise.
Le 24 septembre 2023, Konaté inscrit son premier but en professionnel, lors d'une rencontre de championnat face au Havre AC. Titulaire, il ne peut empêcher la défaite de son équipe par deux buts à un,.

## Statistiques
| Saison                | Club                  | Championnat           | Championnat | Championnat | Coupe(s) nationale(s) | Coupe(s) nationale(s) | Compétition(s) continentale(s) | Compétition(s) continentale(s) | Compétition(s) continentale(s) | Total | Total |
| Saison                | Club                  | Division              | M.          | B.          | M.                    | B.                    | Comp.                          | M.                             | B.                             | M.    | B.    |
| 2022-2023             | Clermont Foot 63      | Ligue 1               | 9           | 0           | -                     | -                     | -                              | -                              | -                              | 9     | 0     |
| 2023-2024             | Clermont Foot 63      | Ligue 1               | 19          | 1           | 1                     | 0                     | -                              | -                              | -                              | 20    | 1     |
| Total sur la carrière | Total sur la carrière | Total sur la carrière | 28          | 1           | 1                     | 0                     | -                              | -                              | -                              | 29    | 1     |